# Herbert Knorr (Maler)
Herbert Knorr (* 1884 in Glogau, Provinz Schlesien; † 1970) war ein deutscher Maler und Zeichner der Düsseldorfer Schule sowie Kunsterzieher in Braunschweig.

## Leben
Knorr studierte Kunst in Düsseldorf. In den Jahren von 1919 bis 1949 war er Gymnasiallehrer in Braunschweig.

## Veröffentlichung
- Querdurch und Rundherum. Bilder aus dem alten Braunschweig. A. Graffs’ Buchhandlung, Braunschweig [um 1922].